# Литовка (Саратовская область)
Литовка — не существующий в настоящее время населённый пункт в Ершовском районе Саратовской области.

## История
Деревня Литовка основана литовцами во второй половине XIX века. Первые жители заселили это место приехав из села Чёрная Падина — это были ссыльные участники Польского восстания 1863 года, и их семьи. К 1930 году в Литовке проживало 25 литовских семей с населением около 150 человек. В 50-х годах XX века население постепенно стало покидать деревню. В конце концов остался только один жилой дом, и с его исчезновением перестала существовать и деревня. В начале XXI века выжившие поселенцы посетили место деревни и вырыли водоём, который назвали «Литовский пруд».